# Hindoehuwelijk

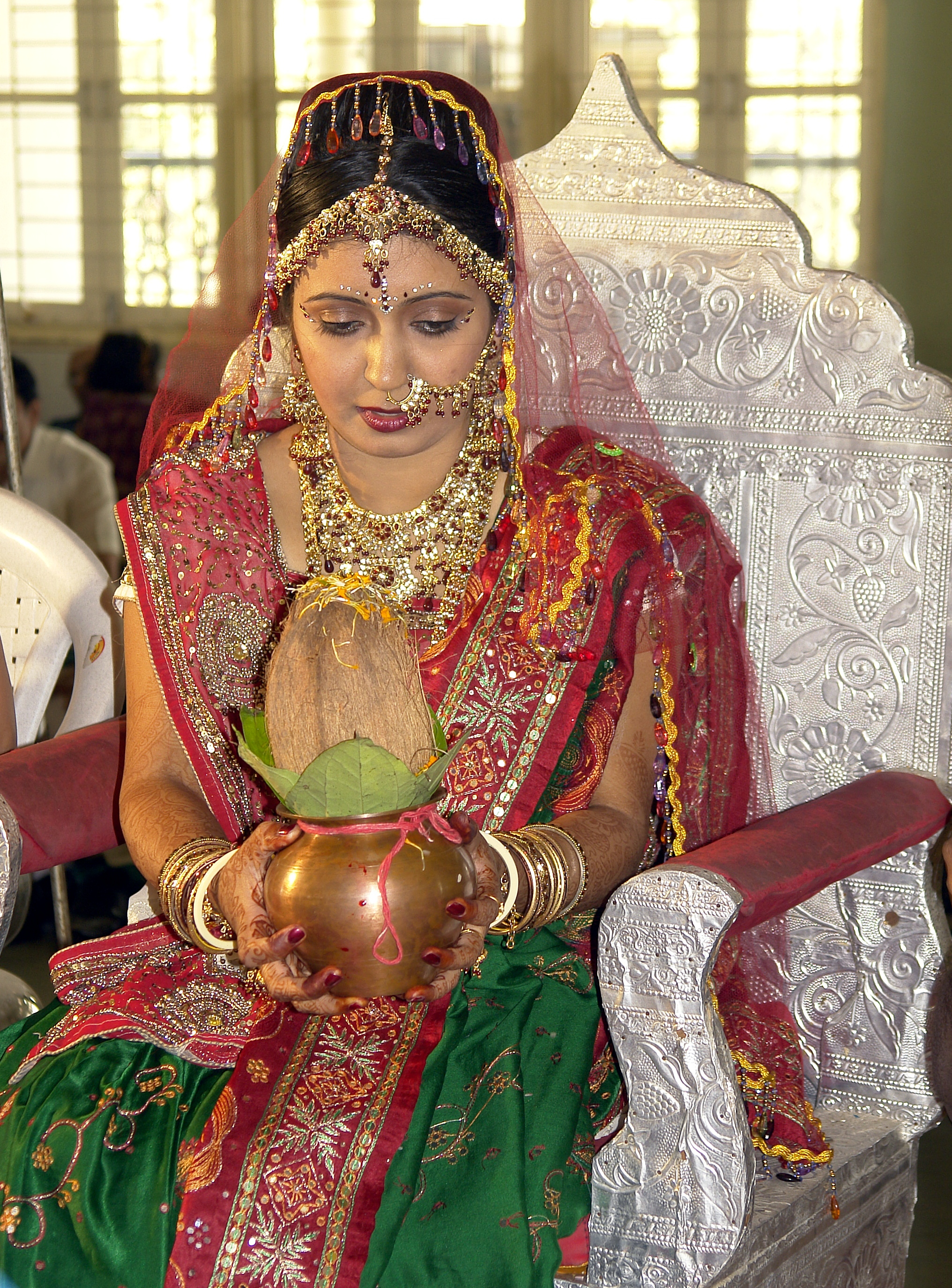
Een Hindoebruid

Het huwelijk (vivāha, de bruid wegleiden uit het ouderlijk huis) is in het hindoeïsme een van de velen samskāra's, religieuze riten, die voltrokken wordt in het leven van een hindoe. Door het ritueel wordt iemand geholpen om tot een nieuwe levensfase te komen. Het huwelijk is het begin van de tweede levensfase in het leven, die van gezinshoofd of grihasta.
De ceremonie van het huwelijk wordt deels voltrokken in het Sanskriet; de heilige taal van het Hindoeïsme. De exacte gebruiken en tradities van het huwelijk verschillen per regio, varna/klasse en familie. Hindoes hechten doorgaans veel waarde aan het huwelijk; het gaat dan ook gepaard met uitgebreide ceremoniën en feesten die meerdere dagen aanhouden. Hoewel het hedendaagse Hindoeïsme grotendeels gebaseerd is op de Puja-vorm van bidden, is een hindoehuwelijk in de kern nog meestal een yajna-ceremonie.

## Acht huwelijksvormen
Er bestaan in het hindoeïsme acht verschillende huwelijksvormen. De huwelijksvormen zijn vernoemd naar de rangorde van goden en demonen en zijn dus gerangschikt naar de graad van waardering die een bepaalde vorm van het huwelijk geniet.
1. Bramha-vivāha: In deze huwelijksvorm zijn de bruid en bruidegom afkomstig uit een goede familie en van dezelfde varna. De bruidegom moet zijn Brahmacharya Ashram (studeerperiode) hebben voltooid. Er is geen bruidsschat, de bruid komt slechts met twee paar kleren in het huis van de bruidegom. De familie van de man benadert de familie van de vrouw. Het huwelijksritueel waarbij de vader zijn dochter overhandigt (Kanyadaan) is belangrijk.
2. Daiva-vivāha: Wanneer er geen geschikte man wordt gevonden voor een vrouw, wordt ze gekoppeld (uitgehuwelijkt) aan een priester. De priester brengt een openbaar offer.
3. Arsha-vivāha: De man offert een koe en een stier aan de vader van de vrouw. In ruil hiervoor overhandigt deze zijn dochter.
4. Prajāpati-vivāha: Dit huwelijkstype komt voor een groot deel overeen met Bramha-vivāha, maar hier benadert de familie van de vrouw de familie van de man. Ook wordt het ritueel van kanyadaan niet uitgevoerd.
5. Asura-vivāha: Het huwelijk komt tot stand door het geven van geschenken aan de bruid en haar familie. De waarde van de geschenken wordt bepaald aan de hand van de positie van de familie van de vrouw.
6. Gandharva-vivāha: De man en de vrouw kiezen zelf voor het huwelijk. Er wordt geen toestemming gevraagd aan de ouders of de ouders tegen het voorgenomen huwelijk zijn.
7. Rakshasa-vivāha: De vrouw stemt in met het huwelijk, maar haar familie niet. De vrouw wordt hierop ontvoerd door de familie van de man
8. Pishāca-vivāha: Dit type huwelijk is niet toegestaan. De vrouw wordt in verlaagd bewustzijn (dronken, gedrogeerd, etc.) uitgehuwelijkt/verkracht[1]

Het hindoehuwelijk in het Caraïbisch gebied en in Nederland kan getypeerd worden als een tussenvorm dat elementen bevat uit zowel de Prajāpati- als de Arsha-vorm.
Het hindoehuwelijk kent beperkende bepalingen voor het aangaan van een huwelijk. Een daarvan is dat er niet gehuwd wordt met iemand uit de kring van verwanten: exogamie. Er zijn verschillende categorieën verwantschap, zoals bloedverwantschap, aanverwantschap, dorpsverwantschap en verwantschap door adoptie. In India, waar de meeste Hindoes wonen, is sinds 1955 per wet het huwelijk voor Hindoes uit alle kasten en stromingen geregeld.

## Het Hindoehuwelijk in Suriname
Bij beide Surinaamse hindoegemeenschappen, de Arya Samaj en de Sanātana Dharam, verloopt het huwelijk grotendeels volgens dezelfde lijnen, zij het dat de Arya Samaj soberder is in veel gebruiken. Hieronder volgt een beschrijving van het hindoehuwelijk volgens Sanātana Dharam-gebruik.
De huwelijksplechtigheden bestaan uit 5 onderdelen:
- de verloving: vāgdān
- de ondertrouw: tilak
- de dag voor de bruiloft: bhatwān
- de dag van de bruiloft: kanyādān
- het afscheid

### De verloving
- Opnemen van contact: Er wordt door de ouders van het meisje contact opgenomen met de ouders van de jongen.
- Bardekhī: De vader van het meisje gaat officieel op bezoek bij de jongen om kennis te maken met zijn aanstaande schoonzoon.
- Gannā baithānā: De pandits (geestelijken) van de families komen bij elkaar in het huis van de jongen om aan de hand van het sterrenbeeld van de jongen en het meisje te bepalen of ze voorbestemd zijn om met elkaar te trouwen.
- Bar-cheṉkā: De vader van het meisje gaat, vergezeld met zijn pandit, naar het huis van de jongen, om hem door middel van een geschenk voor zich te reserveren.
- Lagan: De pandits komen bij elkaar om de datum van de tilak en de trouwdag vast te stellen aan de hand van de patrā (astrologische almanak).

### De ondertrouw:Tilak
- Tilak: De vader van de bruid, zijn pandit en enkele mannelijk familieleden, gaan naar het huis van de bruidegom. Daar vindt er een pūjā, rituele plechtigheid, plaats. De vader van de bruid zet ter verering van de bruidegom een ereteken (tilak) op het voorhoofd van zijn aanstaande schoonzoon. Ten slotte geeft de schoonvader aan zijn schoonzoon een geschenk.
- Uitnodiging: Een paar dagen na de tilak wordt de nāū (barbier) van de familie van de bruid op pad gestuurd, om de gasten voor de bruiloft uit te nodigen. De nāū overhandigt de genodigden twee kruidnagels en/of een paar geel gekleurde rijstkorrels.
- Matkorwā: De matkorwā , waaraan uitsluitend vrouwen mogen deelnemen, wordt zowel in de familie van de bruid als de bruidegom verricht. Twee dagen vóór de bruiloft komen tegen het vallen van de avond de vrouwen bij elkaar, om onder gezang de gelukbrengende aarde te gaan halen.
- Maken van de kohbar: In het ouderlijke huis van de bruid, maar ook in het huis van de bruidegom, wordt een kamer ingericht als heiligdom voor de familiegod en de gestorven voorvaderen.

### De dag vanBhatwān:
Op de dag van Bhatwān zien de bruid en de bruidegom elkaar niet. Beide families verrichten de plechtigheden apart van elkaar. De plechtigheden zijn dezelfde voor zowel de bruid als de bruidegom. Het enige verschil is dat er thuis bij de bruidegom geen māṉro wordt gemaakt.
In het huis van de bruid:
- Het gereedmaken van de huwelijks-kalsā: De zuster van de vader (phūā) brengt met koemest een ring aan rond een aarden kruik en brengt aan de buitenkant van de kruik vakjes aan, die de verschillende delen van de aarde symboliseren. In de ring van koeienmest steekt de phūā ongepekelde rijstkorrels als symbool van vruchtbaarheid.
- Het oprichten van de māṉro: Er wordt begonnen met het oprichten van de huwelijkstent. In de huwelijkstent vindt de volgende dag de huwelijksvoltrekking plaats.
- Plechtige pūjā vóór de huwelijkskalsā: De ouders van de bruid houden een rituele plechtigheid. De zuster van de vader vult de kalsā met water, in ruil voor een geschenk van de vader van de bruid. Er wordt vervolgens een vier pitslampje aangestoken en de ouders bidden tot de goden met het verzoek om hun bijstand te verlenen.
- Hardī carhānā: De bruid neemt plaats bij de kalsā. Met behulp van de pandit houdt de bruid een pūjā. Vervolgens sprenkelt de pandit met behulp van een bosje dūbgras een mengsel van olie en hardī op de kalsā en op het hoofd van de bruid. De ouders doen dit ook, maar raken naast het hoofd, ook de schouders, knieën en de voeten van de bruid mee aan.
- Kanganbandhan: De pandit bindt bij de bruid een beschermingsband om de linkerpols. De beschermingsband is een in hardī gekleurde stuk stof waarin geel gekleurde rijst, dūbgras, een bloem, gele mosterd en een mangoblad zonder nerf wordt geknoopt.
- Mātrkā-pūjā: De ouders van de bruid verrichten een pūjā ter ere van de moeders, beschermgodinnen.
- Pitr-pūjā: Er vindt een rituele plechtigheid plaats ter verering en uitnodiging van de gestorven voorvaderen.
- Tilwān en cumāwan: In de incomplete māṉro worden de schouders, armen en benen van de bruid door vijf gehuwde vrouwen met een mengsel van hardī en olie ingewreven (tilwan). De bruid krijgt vervolgens rijst in haar handen. Een van de vrouwen neemt een bosje dūbgras in de handen, dompelt ze in de hardī en drukt ze op de rijst in de handen van de bruid en raakt vervolgens ook haar voeten, knieën, schouders en hoofd mee. Vervolgens kust de tante het bosje dūbgras (cumāwan).
- Thāpā lagānā: Er worden met een mengsel van hardī en rijstmeel handafdrukken gezet op de muren van de kohbar en aan de buitenkant van het huis. De afdrukken staan voor geluk en duiden op de komst van het huwelijk.

### Dag van de bruiloft:Vivaah

#### De plechtigheden voorafgaand aan de eigenlijke bruiloft
In het huis van de bruidegom:
- Mīthā bhāt khilānā: De moeder geeft aan de bruidegom en enkele andere ongehuwde jongeren een maaltijd van zoete rijst. Hiermee neemt de bruidegom afscheid van de ongehuwde staat.
- Kuṉwārpan uthānā: De moeder van de bruidegom verzameld het overgebleven eten op een mangoblad. De moeder vraagt vervolgens aan haar zoon: Kuṉwārpan uthā gayā? (Is de maagdelijke staat weggeworpen?). De zoon antwoordt: Uthā gayā (Hij is weggeworpen).
- Satnārāyan kathā: Er wordt door de ouders of alleen de vader een Satnārāyan kathā gehouden.
- Tilwān en cumāwan: Deze worden nog eens 4 keer uitgevoerd.
- Bar kā nahān: De bruidegom krijgt een (geluks)bad.
- Nachuā of nechū: De bruidegom wordt aangekleed in zijn bruiloftskleding: jorā jāmā (een geelkleurige pak). Om het hoofd van de bruidegom wordt een gele tulband gewikkeld, waarop later de maur, een versierde kroon, zal komen. De bruidegom wordt vergezeld door een zwager die hem bijstand verleend en een neefje die bruidsjonker is (en ook een geel pak aan heeft). Ook worden de nagels van de bruidegom geknipt en worden zijn voeten rood geverfd.
- Imlī ghontāī: De broer van de moeder neem zeven mangobladeren en haalt de middelste nerven eruit. Hij laat vervolgens de bruidegom een voor een de toppen van de bladeren afbijten en in zijn mond houden. Hierna krijgt hij water om te drinken en spuugt het water met de nerftoppen in de hand van zijn moeder.
- Kūāṉ jhāṉknā en chātī chuānā: De moeder is verdrietig door het vertrek van haar zoon. De bruidegom moet zijn moeder troosten en haar beloven dat hij spoedig met zijn bruid terugkomt. De moeder drukt de hoofd van haar zoon tegen haar borst aan, als symbool dat ze hem voor het laatst als kind voedt.
- Vertrek van de barāt: De bruidegomsstoet, bestaande uit de bruidegom, zijn vader, de pandit en alle andere mannelijke familieleden en vrienden, gaat naar het ouderlijke huis van de bruid toe waar de huwelijksvoltrekking zal plaatsvinden.

In het huis van de bruid worden ook de plechtigheden van mīthā bhāt khilānā, kuṉwārpan uthānā, satnārāyan kathā en tilwān en cumāwan verricht. Met het bad en de aankleding van de bruid moet gewacht worden.

#### De eigenlijke bruiloft in het huis van de bruid
De bruiloft kan in 4 fasen worden verdeeld:
- Aankomst van de barāt
- De bruid alleen in de māṉro
- De bruidegom alleen in de māṉro
- Bruid en bruidegom beiden in de māṉro (huwelijkssluiting)

Aankomst van de barāt 
- Agawanī en milān: De bruidegom en barāt (andere mannelijk familieleden en vrienden) worden door de vader van de bruid, zijn pandit en andere mannelijke familieleden, ontvangen en verwelkomd.
- Dwār-pūjā: De vader van de bruid en de bruidegom verrichten een vuuroffer voor de god Ganesha.
- Parchan: De bruidegom wordt de door de getrouwde vrouwen van de familie van de bruid vereerd. De moeder van de bruid , die als eerste begint, komt met een schaal (thaali) waarin zich een bran-dend lichtje, deegballetjes, bloemen en rijst bevindt. Zij draait de schaal met het lichtje om het gezicht van de bruidegom, geeft hem en de bruidsjonker een geschenk en gooit met enkele deegballen in de richting van de gasten.
- Bruidegom en barātī’s in de janwas: De bruidegom en zijn aanhang gaan na de parchan naar een apart verblijf, dat speciaal voor hen is ingericht: de janwas. Daar worden blijft de bruidegom totdat hij naar de māṉro moet gaan.

Bruid alleen in de māṉro 
- Bad en aankleden van de bruid
- Nachuā (zie 2.4.1. punt 6)
- Imlī ghontāī (zie 2.4.1. punt 7)
- Dāl pūjā:Na een offerceremonie ter ere van de god Ganesha, Gauri, de negen planeten en de goden, krijgt de bruid van haar schoonvader een grote mand (dāl) met geschenken.
- Tāg-pāt: De oudste broer van de bruidegom doet een soort ketting van zijdedraad om bij de bruid, zonder haar daarbij aan te raken. De pandit vertelt hem daarbij dat hij de bruid nooit mag aanraken, tenzij  in een extreem noodgeval.
- Uitpakken van de dāl: De pandit van de bruid pakt de geschenken uit.

 De bruidegom alleen in de māṉro 
- Pīrhā kī pūjā: Het huwelijksbankje waarop later de bruid en de bruidegom plaats zullen nemen wordt door de bruidegom vereerd.
- Plechtige argha: De bruidegom gaat nu uit de janwas naar de māṉro toe, waar hij ontvangen wordt door de vader van de bruid.
- Agnisthāpana: Het vuur dat nodig is voor de huwelijksvoltrekking wordt aangemaakt.

 Bruid en bruidegom beiden in de māṉro (huwelijkssluiting)
- Vatradān: De vader van de bruid overhandigt vier kledingstukken aan de bruidegom, 2 voor de bruid en 2 voor de bruidegom zelf.
- Parasparamīkṣaṇa: De bruid en bruidegom bekijken elkaar.
- Hastalepana: De ouders van de bruid wassen de handen en voeten van hun dochter en wrijven met dūbgras hardī op haar handen.
- Sākhoccāra: De bruid en de bruidegom krijgen van de pandit ieder een gele band waarin dūbgras, een bloem en een geldstuk zit geknoopt. Uiteindelijk worden de twee stukken aan elkaar geknoopt en reciteert de pandit de sākhoccārra van de bruidegom als achterkleinzoon van zijn overgrootvader. Vervolgens doet de pandit hetzelfde voor de bruid.
- Kanyādān: De ouders van de bruid geven hun dochter officieel weg aan de bruidegom.
- Paupujī: De familieleden van de bruid eren het paar door de voeten van de bruid en bruidegom te wassen en geschenken te geven.
- Bruid en bruidegom gaan naar het offervuur: Opzeggen van mantra.
- Vaivāhikahoma: De bruidegom vereert de voeten van zijn pandit.
- Lājā- homa en bhāṉwar: Eerst wordt de lāwā die op de bhatwān geroosterd is door de families van de bruid en bruidegom gemengd. De bruid en bruidegom maken vervolgens zeven rondgangen om het vuur. Tijdens de eerste 4 rondgangen gooit de bruid, bijgestaan door de bruidegom, de lāwā in het vuur.
- Saptapadī: De bruid en bruidegom zetten zeven stappen. De stappen in noordoostelijke richting beginnen met de rechtervoet. Bij iedere stap zegt de bruidegom een korte mantra.
- Abhiṣeka: Het echtpaar gaat zitten op het huwelijksbankje en de bruidegom besprenkelt met een mangoblad water op het hoofd van de bruid.
- Dhruvāvalokana: Dhruva is de poolster. De bruidegom wijst de bruid op de poolster.
- Hṛdayasparśa: De bruidegom raakt over de rechterschouder van de bruid heen haar hart aan en spreekt een vers uit.
- Verwisselen van plaats op het huwelijksbankje: De bruid zat tot nu toe aan de rechterkant, maar haar plaats als echtgenote is aan de linkerzijde van haar echtgenoot. De bruid neemt echter pas plaats nadat de bruidegom beloofd heeft de zeven voorwaarden die de bruid heeft gesteld te vervullen.
- Sumaṅgalī en sirdūrdān: De bruid en bruidegom worden bedekt met een gele doek. Onder de doek zet de bruidegom sindūr, vermiljoen, in de haarscheiding van de bruid. Als de bruidegom klaar is, komt een getrouwde vrouw de sindūr bij werken.
- Slot van het vuuroffer en zegen van de pandit
- Naar de kohbar: De bruid en de bruidegom gaan in gezelschap van enkele vrouwen, de nau en de bruidsjonker naar de kohbar. Voordat ze naar binnen kunnen gaan wordt het echtpaar tegengehouden door een zus of nicht van de bruid. Pas wanneer de bruidegom haar een geschenk (geld) heeft geven, laat ze hen door. In de kohbar vraagt het paar hun zegen aan de goden en gestorven voorvaderen. Daarna speelt het paar een spelletje: jūā khelnā (dobbelen).
- Bruiloftsmaal: De bruid blijft in de kobhar waar ze samen met de andere vrouwen zal eten. De nau brengt de bruidegom en de bruidsjonker terug naar de māṉro, waar zij met de andere belangrijke barātī’s hun maaltijd zullen nuttigen.

### Het afscheid en de komst in het huis van de bruidegom
- Het eten van de khicaṛī: De ochtend na de bruiloftsnacht komen de bruidegom, zijn vader en de barātī’s weer samen in de māṉro. De vader van de bruid biedt het gezelschap khicarī, rijst met dāl (erwtenmoes) aan.
- Māṉro hilānā: Na het eten van de khicarī schudt de vader van de bruidegom de māṉro, ten teken dat de bruid hier niet meer kan verblijven, maar mee moet met de bruidegom.
- Bidāī: De bruid vertrekt samen met de bruidegom. Voordat ze gaat neemt nog afscheid van haar familie.
- Vadhūpraveś: De komst van de bruid in het huis van de bruidegom.
- Caturthī: Op de vierde dag na de bhatwān vinden er een paar rituelen, bevruchtingsceremonies, plaats.

Na een paar dagen bij haar schoonfamilie verbleven te hebben, gaat de bruid weer terug naar haar ouderlijke huis. Na een korte verblijf vertrekt ze voor een tweede keer, dit keer definitief, naar het huis van de bruidegom.